# El Tule (Aguascalientes)
El Tule es una localidad del estado mexicano de Aguascalientes. Es parte del municipio de Asientos.

## Demografía
| Gráfica de evolución demográfica |
|                                  |

| Censo | Población |
| ----- | --------- |
| 1900  | 216       |
| 1910  | 127       |
| 1921  | 226       |
| 1930  | 246       |
| 1940  | 284       |
| 1950  | 340       |
| 1960  | 445       |
| 1970  | 571       |
| 1980  | 659       |
| 1990  | 935       |
| 2000  | 978       |
| 2010  | 1 189     |
| 2020  | 1 169     |